# Árabe juzestaní
El árabe juzestaní es un dialecto del Gelet, del idioma mesopotámico hablado en la provincia iraní de Juzestán. Ha tenido una larga historia de contacto con el idioma persa, dando lugar a varios cambios. Los cambios principales están en el orden de las palabras, la atribución de las construcciones nombre-nombre y nombre-adjetivo, marcas de definición, las cláusulas de complemento, y marcas y conectores de discurso. Está relacionado con los dialectos iraquíes y tiene muchos préstamos persas.
El árabe juzestaní solo se utiliza en situaciones informales. No se enseña en la escuela, ni siquiera como un curso opcional, aunque el árabe estándar moderno sí se enseña.